# Ligne 116 (chemin de fer slovaque)
Pour les articles homonymes, voir Ligne 116.
La ligne 116 des chemins de fer Slovaque relie Kúty à Trnava à hauteur de Vrbovce.

## Histoire

### Mise en service à une voie
- Trnava - Smolenice 14 décembre 1897[2].
- Smolenice - Jablonica11 juin 1898.
- Jablonica - Kúty14 décembre 1897.